# Parti populaire d'Estrémadure
Le Parti populaire d'Estrémadure (en espagnol : Partido Popular de Extremadura, PP-E) est la fédération territoriale du Parti populaire (PP) en Estrémadure.
Issu de l'Alliance populaire (AP), le PP-E a passé la plus grande partie de son histoire dans l'opposition, tout en gouvernant plusieurs grandes villes, dont la capitale territoriale Mérida sur plusieurs mandatures. Il accède au pouvoir pour quatre ans en 2011, puis le retrouve en 2023.

## Présidents
| Titulaire            | Dates                                                           | Fonction                                    |
| -------------------- | --------------------------------------------------------------- | ------------------------------------------- |
| Luis Ramallo         | 6 octobre 1990 – 25 septembre 1993 (2 ans, 11 mois et 19 jours) | Président de la Junte régionale (1979-1980) |
| Juan Ignacio Barrero | 25 septembre 1993 – 11 octobre 2000 (7 ans et 16 jours)         | Président du Sénat (1996-1999)              |
| Carlos Floriano,     | 11 octobre 2000 – 8 novembre 2008 (8 ans et 28 jours)           |                                             |
| José Antonio Monago  | 8 novembre 2008 – 16 juillet 2022 (13 ans, 8 mois et 8 jours)   | Président d'Estrémadure (2011-2015)         |
| María Guardiola      | depuis le 16 juillet 2022 (3 ans et 6 jours)                    | Présidente d'Estrémadure (depuis 2023)      |

## Résultats électoraux

### Assemblée d'Estrémadure
| Année | Chef de file             | Voix    | %        | #      | Sièges  | Gouvernement |
| ----- | ------------------------ | ------- | -------- | ------ | ------- | ------------ |
| 1991  | Vicente Sánchez Cuadrado | 155 485 | 26,78    | 2e     | 19 / 65 | Opposition   |
| 1995  | Juan Ignacio Barrero     | 259 703 | 39,82 () | 2e ()  | 27 / 65 | Opposition   |
| 1999  | Juan Ignacio Barrero     | 258 657 | 40,01 () | 2e ()  | 28 / 65 | Opposition   |
| 2003  | Carlos Floriano          | 255 808 | 39,23 () | 2e ()  | 26 / 65 | Opposition   |
| 2007  | Carlos Floriano          | 257 392 | 39,18 () | 2e ()  | 25 / 65 | Opposition   |
| 2011  | José Antonio Monago      | 307 975 | 46,79 () | 1er () | 31 / 65 | Monago       |
| 2015  | José Antonio Monago      | 236 266 | 37,07 () | 2e ()  | 28 / 65 | Opposition   |
| 2019  | José Antonio Monago      | 168 982 | 27,48 () | 2e ()  | 20 / 65 | Opposition   |
| 2023  | María Guardiola          | 237 384 | 38,78 () | 2e ()  | 28 / 65 | Guardiola    |

## Identité visuelle

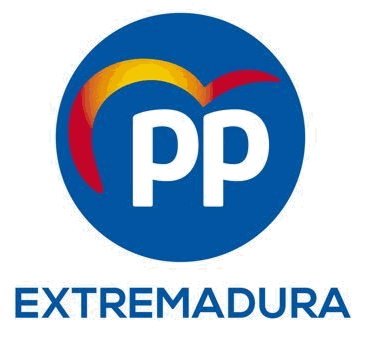
Logo de 2019 à 2022.
Logo depuis 2022.